# Stemmig
Stemmig (ondertitel: Een snarenspel voor Kerstmis) is een hoorspel van Berend Wineke. De NCRV zond het uit op donderdag 26 december 1968. De regisseur was Johan Wolder en Carlo Carcassola speelde viool. De uitzending duurde 24 minuten.

## Rolbezetting
- Jos van Turenhout (de vioolspeler)
- Wim van der Grijn (de man)
- Els Buitendijk (de vrouw)

## Inhoud
Een stad. Het is avond. Ergens speelt een carillon een (kerst)melodie, in de verte gaat een tram voorbij, op gehoorsafstand de misthoorn van een boot, gedempte voetstappen van schaarse voorbijgangers. Een man, een oude vioolspeler, loopt schuifelend over het trottoir, tikt met zijn blindenstok voortdurend tegen de stoeprand. Hij mompelt in zichzelf, snuift daarbij en hoest zo nu en dan. Daarna klinken stemmen. Eerst één, van de violist, daarna een vrouwenstem. Ten slotte toch eenstemmig…